# جین استوارت
جین استوارت (انگلیسی: Jean Stewart; ۲۳ دسامبر ۱۹۳۰ – ۸ اوت ۲۰۲۰) شناگر اهل نیوزیلند بود.
وی در مسابقات کشوری و بین‌المللی در مجموع برندهٔ ۱ مدال نقره، ۲ مدال برنز شده‌است.